# Euchroïte
L’euchroïte est une espèce minérale formée d'arséniate de cuivre hydraté de formule Cu2(AsO4)(OH) ·3H2O. Les cristaux peuvent atteindre 2 cm .

## Inventeur et étymologie
Décrite par Breithaupt en 1825, du grec "Eukhroia" = belle couleur, en allusion à sa couleur vert émeraude.

## Topotype
- L'Ubietova (Libetbanya), Banska Bystrica, Stredoslovensky Kraj, Slovaquie.
- les échantillons types sont déposés à l’École des mines de Freiberg No 21335.

## Cristallographie
- Paramètres de la maille conventionnelle : {\displaystyle a} = 10,07 Å, {\displaystyle b} = 10,52 Å, {\displaystyle c} = 6,11 Å ; Z = 4 ; V = 647,27 Å3
- Densité calculée = 3,46 g cm−3

## Gîtologie
- Minéral rare des couches d'oxydation des gisements de cuivre en dépôts hydrothermaux.

### Minéraux associés
- Olivénite (Lubietov´a, Slovaquie)
- Azurite, olivénite, malachite, strashimirite (Zapachitsa, Bulgarie)

## Gisements remarquables
- France

Chessy-les-Mines, Rhône, Rhône-Alpes 
- Italie

Miniera Montevecchio, Iglesias, Carbonia-Iglesias, Sardaigne
- Slovaquie

L'Ubietova (Libetbanya), Banska Bystrica, Stredoslovensky Kraj, Slovaquie